# Pierre des Prés
Pierre des Prés (ou Desprès) est un cardinal français né en 1280/1282 à Montpezat-de-Quercy et décédé le 16 mai 1361 à Avignon. Il a eu une des plus longues carrières cardinalices (1320-1361) de la cour pontificale d'Avignon. Il ne doit pas être confondu avec son neveu Pierre des Prés qui sera évêque de Castres et décèdera en 1364[réf. nécessaire]. Le frère de ce dernier, Jean des Prés, et par conséquent également neveu du cardinal, sera évêque de Coïmbre puis de Castres et décèdera en 1348.

## Biographie
Pierre des Prés étudie à l'université de Toulouse et y est professeur de droit en 1314 au moment où sont établis ses statuts. 
Jacques Duèze, cardinal-évêque de Porto, est élu pape sous le nom de Jean XXII au conclave de Lyon, en 1316. Originaire de Cahors, il va favoriser ses compatriotes, en particulier ceux originaires du Bas-Quercy.
Il est nommé auditeur au palais apostolique par le pape Jean XXII, ce qui le fait entrer dans son entourage. Il est chanoine de Saintes, puis de Tournai en 1316, il devient prévôt à Clermont en 1316. 
En 1317 commence une affaire retentissante : Hugues Géraud, évêque de Cahors, est arrêté le 23 mars 1317 sous l'accusation d'assassinat et d'envoûtement. Grâce à la police du pape, trois Toulousains envoyés par l'évêque de Cahors ont été arrêtés à Avignon, porteurs de fioles remplies de poisons pour envoûter le pape et deux cardinaux, Bertrand du Pouget et Gaucelme de Jean. Derrière l'évêque de Cahors se trouvent de hauts personnages du Sud-Ouest comme l'archevêque de Toulouse Gaillard de Preyssac, neveu de Clément V, le cardinal de Pellegrue, rival de Jean XXII à l'élection du pape, et le vicomte de Bruniquel, neveu par alliance de Clément V. L'interrogatoire des accusés commence le 22 avril au château de Noves. Le pape décide de nommer le 5 mai Pierre des Près et Arnaud de Capdenac à la commission chargée de suivre l'enquête. L'interrogatoire est secret pour que les noms des grands personnages impliqués dans le complot ne soient pas divulgués. Le procès est rapide, Hugues Géraud avoua tout sans avoir besoin de torture. Jean XXII célèbre « la prudence, la fidélité et l'expérience » de Pierre des Près. Hugues Géraud avait commencé ses expériences d'envoûtement sur le cardinal Jacques de Via, le neveu du pape. Il meurt en plein procès, le 13 juin 1317. Le pape a interrogé personnellement Hugues Géraud le 21 août. Le 30 août, Hugues Géraud est condamné pour magie, sacrilège et meurtre et livré au bras séculier. Après avoir été dégradé des marques de la cléricature, il est conduit au bûcher sur la place du palais épiscopal d'Avignon. L'archevêque de Toulouse perdit son diocèse. Le cardinal de Pellegrue ne fut pas inquiété.
Pierre des Près a encore été efficace dans une autre affaire de tentative de meurtre du pape qui aurait été initiée par Bernard de l'Artige, chantre de Poitiers, qui aurait essayé d'entraîner des cardinaux dont le cardinal de Pellegrue. Pierre des Près a pu montrer que cette accusation était basée sur des racontars sans fondements.
Pour le remercier, le pape va nommer Des Prés évêque de Riez le 31 mars 1318.
Peu de temps auparavant il est chargé d'une nouvelle enquête sur Robert de Mauvoisin, archevêque d'Aix. Ce dernier doit donner sa démission et Pierre des Près est promu à l'archidiocèse d'Aix-en-Provence le 11 septembre 1318.
Des Prés est créé cardinal-prêtre au titre de Sainte-Prudentienne par  le pape Jean XXII lors du consistoire du 20 décembre 1320. À la mort de Pierre de Mandagout il est nommé cardinal-évêque de Palestrina.
Le pape Jean XXII utilise encore ses compétences juridiques en septembre 1322 pour présider le procès de Pierre de Saleilles qui avait été un complice de Hugues Géraud. Le 26 novembre 1322, il juge un autre complice, Bernard Gasc, évêque in partibus qui avait béni des figures de cire du pape et de cardinaux pour les envoûter.
En 1322, il écrit un mémoire sur la pauvreté du Christ, problème qui opposait alors Jean XXII avec la fraction des franciscains partisans d'une pauvreté absolue.
Il est nommé vice-chancelier de la Sainte-Église le 20 avril 1325 et devient un des principaux personnages de la Curie. 
Avec le cardinal Gaucelme de Jean, il est chargé de la réforme des statuts de l'université de Toulouse en 1329. 
En 1332, avec le cardinal Pierre de Mortimer, il règle une affaire concernant la ville de Crest.
Le pape Jean XXII meurt et il assiste à ses derniers moments le 4 décembre. Le cardinal des Prés participe au conclave de 1334 élisant le pape (Benoît XII).
En 1336, avec d'autres cardinaux, il rédige les nouveaux statuts des frères mineurs. Il était déjà intervenu en 1322 dans le conflit opposant le pape Jean XXII avec les plus exaltés d'entre eux.
Sa carrière diplomatique culmine quand il est légat apostolique auprès des rois Philippe VI de Valois et Édouard III d'Angleterre pour négocier la trêve de Malestroit (19 janvier 1343) au moment de la guerre de succession de Bretagne. 
En 1346, il est envoyé comme légat pour assister au couronnement de l'empereur Charles IV.
Le cardinal des Prés participe au conclave de 1352 élisant le pape Innocent VI.
Le 12 mai 1358 il fonde la collégiale Saint-Pierre d'Avignon. Il en établit les statuts le 25 octobre 1358 qui sont confirmés le lendemain par le pape Innocent VI.
Il fait son testament le 14 novembre 1360. Il y prévoit des dons pour les collégiales Saint-Martin et Saint-Pierre. Il fonde 10 lits dans l'hôpital de Montpezat. 
En 1361, une épidémie de peste ravage Avignon. 17 000 personnes meurent, dont 9 cardinaux. Il est mort le 16 mai 1361. Il a été enseveli un mois plus tard dans la collégiale de Montpezat.

## Collégiale Saint-Martin de Montpezat
Le 14 juin 1334, le pape Benoît XII érige à sa demande en collégiale l'église Saint-Martin de Montpezat dans laquelle il avait été baptisé. Il décide alors de reconstruire l'église. On travaille en octobre 1337 sur sa construction. Elle est consacrée en 1343 et dédiée à saint Martin, évêque de Tours.